# Pasquale Di Benedetto
Pasquale Di Benedetto (Barletta, 18 settembre 1920 – Bosnia, 17 ottobre 1943) è stato un militare e partigiano italiano che combatté per la Resistenza jugoslava.

## Biografia
Pasquale Di Benedetto nacque a Barletta il 18 settembre 1920 presso Vico San Nicola 4, figlio di Domenico e Antonia Laforgia, Era stato bracciante agricolo prima di arruolarsi nella 1ª compagnia del 2º Battaglione del 47º Reggimento addestramento volontari "Ferrara", inviato in Jugoslavia, in particolare in Montenegro, con compiti di presidio e controguerriglia.
Una volta disciolto il suo Reggimento a seguito dell'Armistizio, entrò a far parte della Divisione italiana partigiana "Garibaldi", affiancando i partigiani jugoslavi e affrontando aspre battaglie contro le truppe naziste sulle montagne del Montenegro e nei boschi della Bosnia, nei comprensori dei fiumi Piva, Tara, Drina, da Pljevlja ad Andrijevica, da Kolašin a Gacko, fino a Dubrovnik.
Viene dichiarato disperso il 17 ottobre 1943 a soli 23 anni in Bosnia.